# Механична работа
Работа или механична работа във физиката и механиката е мярка за количеството енергия, което се пренася от една система в друга. Това пренасяне се осъществява с помощта на сила.
Работата е произведението на силата, която действа на дадено тяло, и разстоянието, изминато от тялото по направление на силата. Стандартът ISO 31-3 определя работата да се означава с W (от англ. дума work) (допуска се и означение А).

## Формули за работа

### Елементарен случай
В най-простия случай, направлението на силата, приложена върху дадено тяло, съвпада с направлението на движението му. Тогава:
{\displaystyle A=Fs\,}
където F и s са скалари. Единицата за измерване на работата в SI е джаул (J) и се равнява на работата, извършена от сила един нютон (N) при преместване на тяло на разстояние един метър (m):
1 J = 1 N . 1 m или J = N.m
Когато силите са по посока на движение на тялото, работата е положителна (W > 0):
A = F.s
Сили, чиято посока е противоположна на движението на тялото, извършват отрицателна работа (W < 0):
A = – F.s
Силите, насочени перпендикулярно на посоката на движение (например силата на тежестта при хоризонтално движещо се тяло), не извършват работа (W = 0).
A = 0
- I случай, когато силата е насочена по посоката на движение (A=F.s).
- II случай, когато силата е насочена обратно по посоката на движение (A=-F.s).
- III случай, когато силата е насочена перпендикулярно на посоката на движение (A=0).

## Общ случай
В общия случай както пътят на тялото, така и силата са векторни величини, като силата се променя (функция на пътя). Тогава се постъпва по следния начин: разделяме пътя s на безкрайно малки отсечки ds (елементарно преместване) и пресмятаме цялата (сумарната) работа като определен интеграл:
{\displaystyle W=\int _{s_{1}}^{s_{2}}{\vec {F}}({\vec {s}})\mathrm {d} {\vec {s}}}
където:
s1 и s2 са началната и крайната точки.
{\displaystyle W} е работата, извършена от силата
{\displaystyle {\vec {F}}} е векторът на силата;
{\displaystyle {\vec {s}}} векторът на координатите или вектор на позицията, в която се намира обектът.
Това е скаларно произведение и може да бъде записано като:
{\displaystyle W=\left|F\right|\left|s\right|\cos \alpha },
където α е ъгълът, сключен между посоката на силата и пътя, а |F| и |s| са съответните големини на силата и пътя.

### Някои следствия
Тази формула много добре обяснява как едно силово поле може да извършва нулева работа. Ако силата е винаги перпендикулярна на посоката на движение, интеграла ще бъде винаги с резултат нула. Ако понякога подинтегралната величина приема ненулеви стойности, но работата е нулева, то в този случай функцията, която интегрираме, ще приема и положителни и отрицателни стойности.
Възможността ненулева сила да извършва нулева работа подчертава разликата между работа и свързаните с това категории: импулс на сила и импулс.